# Balocikî, Polohî
Balocikî (în ucraineană Балочки) este un sat în comuna Ciubarivka din raionul Polohî, regiunea Zaporijjea, Ucraina.

## Demografie
Componența lingvistică a localității Balocikî
     Ucraineană (92,33%)
     Rusă (7,67%)
Conform recensământului din 2001, majoritatea populației localității Balocikî era vorbitoare de ucraineană (92,33%), existând în minoritate și vorbitori de rusă (7,67%).